# Ochna calodendron
Ochna calodendron är en tvåhjärtbladig växtart som beskrevs av Ernest Friedrich Gilg och Mildbr.. Ochna calodendron ingår i släktet Ochna och familjen Ochnaceae. Inga underarter finns listade i Catalogue of Life.